# 6170 Levasseur
6170 Levasseur è un asteroide areosecante. Scoperto nel 1981, presenta un'orbita caratterizzata da un semiasse maggiore pari a 2,3536719 UA e da un'eccentricità di 0,3177047, inclinata di 22,58060° rispetto all'eclittica.